# Edna Schindwein
Edna Elisa Schindwein est une joueuse brésilienne de volley-ball née le 19 septembre 1983 à Guabiruba. Elle mesure 1,89 m et joue au poste de centrale. 

## Clubs
| Club                       | De        | À         |
| -------------------------- | --------- | --------- |
| Blumenau Voleibol Clube    | 1995-1996 | 1998-1999 |
| Bandeirantes Brusque       | 1999-2000 | 2001-2002 |
| Rio de Janeiro Volêi Clube | 2002-2003 | 2004-2005 |
| EC Pinheiros               | 2005-2006 | 2005-2006 |
| OMS Senica                 | 2006-2007 | 2006-2007 |
| A.D. Brusque               | 2007-2008 | 2007-2008 |
| São Caetano                | 2008-2009 | 2008-2009 |
| A.D. Brusque               | 2009-2010 | 2010-2011 |
| Macaé Sports               | 2011-2012 | 2011-2012 |
| Rio do Sul                 | 2012-2013 | 2013-2014 |
| Brasília Vôlei             | 2014-2015 | 2014-2015 |
| São Caetano                | 2015-2016 | 2015-2016 |
| Vôlei Positivo Londrina    | jan 2018  | mai 2018  |
| Brasília Vôlei             | 2019-2020 | …         |

## Palmarès
- Championnat de Slovaquie
  - Vainqueur : 2007.
- Coupe de Slovaquie
  - Vainqueur : 2007.
- Coupe du Brésil
  - Finaliste : 2008.